# Cristóvão Jacques Lage de Faria
Cristóvão Jaques Lage de Faria (Belo Horizonte, 1962) empresário e astrônomo amador mineiro. É associado à CEAMIG - Centro de Estudos Astronômicos de Minas Gerais, REA - Rede de Astronomia Observacional e da BRAMON - Rede Brasileira de Observação de Meteoros. Além disso, é sócio-proprietário do Observatório Sonear na cidade de Oliveira (Minas Gerais). 

## Biografia
Graduado em Engenharia Civil e Física pela UFMG e MBA em Gestão de Negócios pela USP, Cristóvão Jacques é ex Presidente e atual Diretor do CEAMIG - Centro de Estudos Astronômicos de Minas Gerais. Foi co-descobridor de 15 Supernovas e 3 Estrelas variáveis pelo Projeto BRASS, e co-descobridor de 31 asteróides do cinturão principal, 31 asteróides próximos à Terra e 7 cometas pelo Observatório Sonear. 3 cometas de longo período levam o seu sobrenome (Jacques) : C/2014 E2, C/2015 F4 e C/2017 K6. Co-descobridor da Nova Oph. 2018 N.3. Junto com mais 3 sócios fundou a startup InstaRain (monitoramento meteorológico).

##### Premiações
Foi premiado pelo Planetary Society, em 2000, pela observação de NEOS e com o prêmio Edgard Wilson, em 2014 , 2015 e 2017 pelo descobrimento de 4 cometas.

##### Principais descobertas
- 12 de janeiro de 2014 - Cometa C/2014 A4 (Sonear), o primeiro cometa brasileiro.[3][4][5]
- 13 de março de 2014 -  Cometa C/2014 E2 (Jacques)[6][7]
- 23 de janeiro de 2015 - Asteroide 2015 BL311, curioso por ter um potencial risco de impacto com Mercúrio, Vênus, Terra e Marte[8]
- 27 de março de 2015 - Cometa C/2015 F4 (Jacques)[9][10]
- 27 de agosto de 2016 - Asteroide 2016 QA2, que passou a cerca de 80.000 km da Terra no dia 28 de agosto de 2016[11]
- 20 de março de 2017 - Chuvas de meteoros epsilon Gruids e August Caelids, duas primeiras chuvas de meteoros descobertas por brasileiros[12]
- 29 de maio de 2017 - Cometa C/2017 K6 (Jacques)[13][14]
- 13 de julho de 2017 - Asteroide 2017 NT5 , incluído pela NASA no programa de monitoramento de objetos com risco de impacto com a Terra[15][16]
- 24 de julho de 2019 - Asteroide 2019 OK - passou em 25 de julho a 71.354 km da Terra, sendo seu tamanho estimado entre 57 a 130m